# Mount Pocono
Mount Pocono é um distrito localizado no estado norte-americano de Pensilvânia, no Condado de Monroe.

## Demografia
Segundo o censo norte-americano de 2000, a sua população era de 2742 habitantes.
Em 2006, foi estimada uma população de 3001, um aumento de 259 (9.4%).

## Geografia
De acordo com o United States Census Bureau tem uma área de
9,0 km², dos quais 9,0 km² cobertos por terra e 0,0 km² cobertos por água. Mount Pocono localiza-se a aproximadamente 520 m acima do nível do mar.

## Localidades na vizinhança
O diagrama seguinte representa as localidades num raio de 24 km ao redor de Mount Pocono.